# Antitankhunde
Antitank-hunde var hunde, som Sovjetunionen under 2. verdenskrig trænede til at løbe ind under de tyske kampvogne, hvorefter en sprængladning på hundens ryg eksploderede ved hjælp af en kontaktdetonator.
Nogle af hundene løb ind under russernes egne kampvogne, muligvis fordi de var trænet netop med russiske kampvogne og derfor kendte disses udseende og lugt. 
Den tyske hær lærte snart at tage sig i agt for de minerede hunde og der blev givet ordre til at skyde alle russiske hunde under påskud af at de havde rabies. På grund af dette blev hunde ret sjældne på Østfronten, hvad der gjorde antitank-hundenes værdi som overraskelsesvåben endnu mindre effektiv.

## Eksterne kilder
- Selvmordshunde: Bombehunde angreb tyske tanks